# Sanam Chaudhry
Sanam Chaudhry (pendjabi : ਸਨਮ ਚੌਧਰੀ) est une actrice pakistanaise, née le 21 juillet 1991 à Lahore au Pendjab. Elle est surtout connue pour son rôle dans le drama télévisé Aasmanon Pay Likha (en). En 2015, elle est nommée au Hum Award (en) de la meilleure actrice de soap (en) pour son rôle dans Bhool (en) (2014),.

## Biographie
Chaudhry naît à Lahore dans une famille pendjabie musulmane. Elle obtient un diplôme à l'université du Pendjab central (en), puis elle emménage à Karachi où elle commence sa carrière d'actrice. Elle est la petite sœur de l'actrice Zeb Chaudhry,.

## Filmographie

### À la télévision
| Année | Drama                               | Rôle              | Chaîne            |
| ----- | ----------------------------------- | ----------------- | ----------------- |
| 2013  | Ishq Hamari Galiyon Mein            | Sitara            | Hum TV            |
| 2013  | Aasmanon Pay Likha                  | Natasha           | Geo Entertainment |
| 2014  | Bhool                               | Hira              | Hum TV            |
| 2014  | Khata                               | Rabiya            | ARY Digital       |
| 2014  | Mere Meherbaan                      | Iraj              | HumTV             |
| 2015  | Tere Mere Beech                     | Hareem            | Hum TV            |
| 2015  | Nikah                               | Zara              | Hum TV            |
| 2016  | Zindagi Tujh Ko Jiya                | Maryam            | Hum TV            |
| 2016  | Kathputli                           | Mehrunnisa        | Hum TV            |
| 2016  | Meher Aur Meherbaan                 | Muzna             | Urdu 1            |
| 2016  | Mujhe Bhi Khuda Ne Banaya Hai       | Nihaal            | A Plus            |
| 2017  | Kitni Girhain Baaki Hain (saison 2) | Subia             | Hum TV            |
| 2017  | Shiza                               | Shiza             | ARY Digital       |
| 2017  | Badnaam                             | Manahil           | ARY Digital       |
| 2017  | Bedardi Saiyaan                     | Hania             | Geo Entertainment |
| 2017  | Bohtan                              | Kashaf            | A Plus            |
| 2017  | Ghar Titli Ka Par                   | Anji (Anjum Sehr) | Geo Entertainment |
| 2018  | Ru Ba Ru Tha Ishq                   | TBA               | Geo Entertainment |
| 2018  | Ab Dekh Khuda kia Kerta hai         | TBA               | Geo Entertainment |
| 2018  | Haiwaan                             | Momina            | ARY Digital       |
| 2018  | Noor BiBi                           | Seema             | Geo Entertainment |

### Au cinéma
- Ishq 2020 (2018)
- Jackpot (2018)